# اکادو
اُکادو (به انگلیسی: Ocado) یک سوپرمارکت آنلاین بریتانیایی است.  این شرکت در ۲۱ ژوئیهٔ ۲۰۱۰ سهام خود را در بورس اوراق بهادار لندن عرضهٔ اوّلیّه کرد، و عضوی از شاخص فوتسی ۱۰۰ است.

## تاریخچه

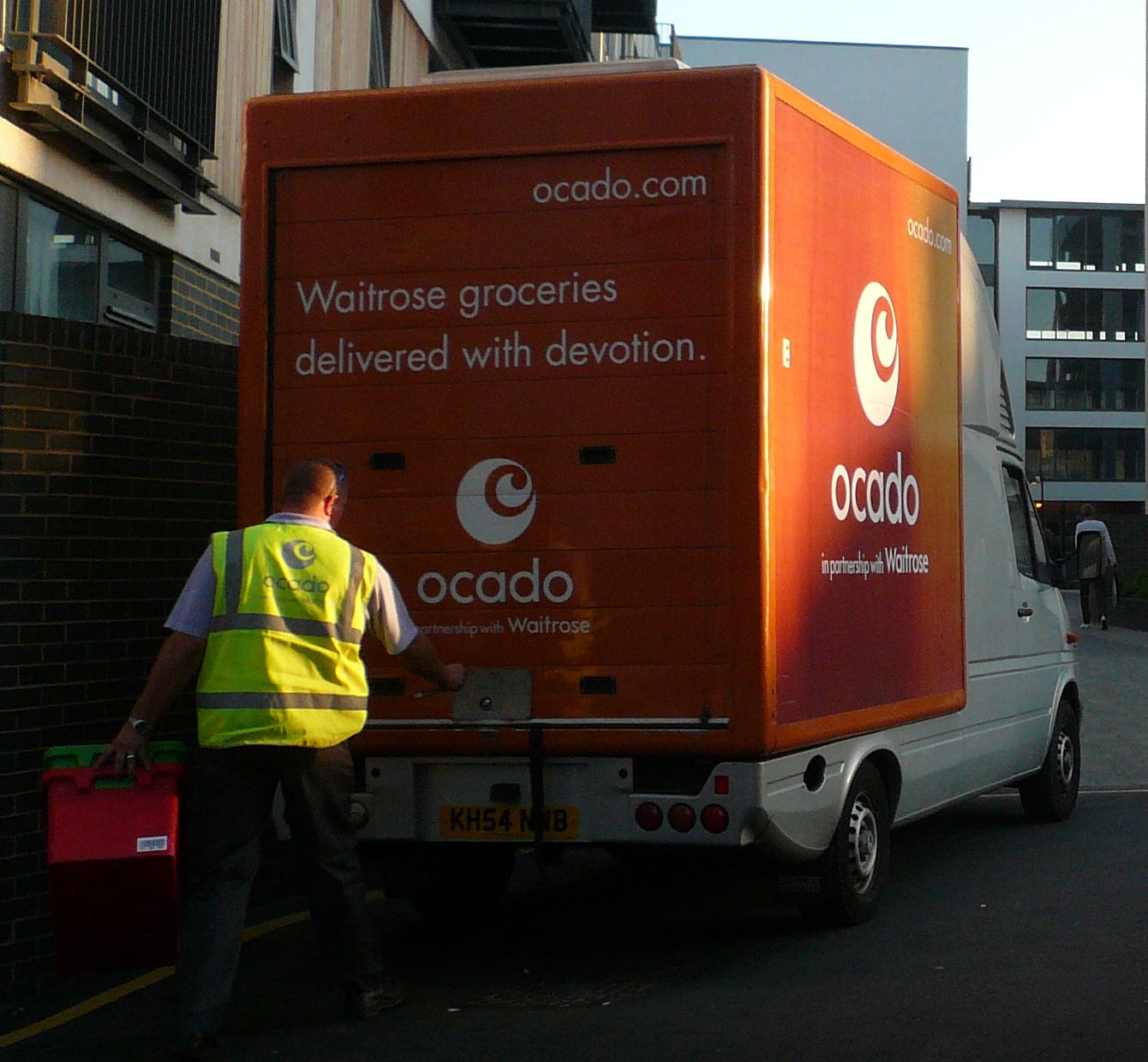
روند تحویل در اکادو

اکادو در آوریل ۲۰۰۰ به وسیلهٔ جانتان فیمن، جیسون گیسینگ و تیم استینر، بانکداران بازرگانی سابق با گلدمن ساکس تأسیس شد. اکادو در ژانویه ۲۰۰۰ به عنوان یک مفهوم راه اندازی شد و در ژانویه سال ۲۰۰۲ به عنوان یک کسب و کار با همکاری Waitrose شروع به تجارت کرد. زمانی که برای اولین بار شرکت شروع به کار کرد، فیمن، گیسینگ و استینر بخش‌های مختلف کسب و کار را راه اندازی کردند.
در سپتامبر ۲۰۰۶، مایکل گرید رئیس غیر اجرایی اکادو شد، در مدت کوتاهی پس از گلدمن ساکس که به عنوان مشاوران مالی منصوب شدند، گمانه زنی‌هایی در رابطه با اسامی فهرست برای شرکت به وجود آمد. در نوامبر ۲۰۰۸ John Lewis Parthnership، مقدار ۲۹٪ از سهام خود را به صندوق بازنشستگی کارکنان خود منتقل کرد. این شرکت یک قرارداد ۵ ساله فروش با یک کسب و کار را منعقد کرد، و جایگزین قرارداد یک ساله پیشین شد. این قرارداد در ماه می ۲۰۱۰ با معامله تجاری و توزیع ۱۰ ساله جایگزین شد. پروکتر اند گمبل در همان سال ۱٪ سهام را به دست آورد. در فوریه ۲۰۱۱، صندوق بازنشستگی جان لوئیس کل سهام خود از شرکت اکادو را فروخت.
در ۱۳ ژوئیه ۲۰۰۹ اکادو اولین اپلیکیشن خود را برای آیفون منتشر کرد، که 'Ocado on the Go' نام دارد. این اپلیکیشن به کاربران این امکان را می‌دهد که بدون نیاز به کامپیوتر شخصی خرید مواد غذایی خود را انجام دهند. در ۱۹ آوریل ۲۰۱۰ شرکت، اپلیکیشن را به دستگاه‌های اندروید تعمیم داد. اپلیکیشن اندروید یک سری ویژگی‌هایی دارد که اپلیکیشن اپل ندارد، مثل قابلیت کنترل اپلیکیشن با استفاده از صدا. در سال ۲۰۱۵، اکادو اولین اپلیکیشن فروشگاه موادغذایی خود برای اپل واچ را معرفی کرد.
در ژوئیه ۲۰۱۰ اکادو پس از حدس و گمان‌های بسیار، عرضه اولیه سهام بورس را پذیرفت.

## عملکرد

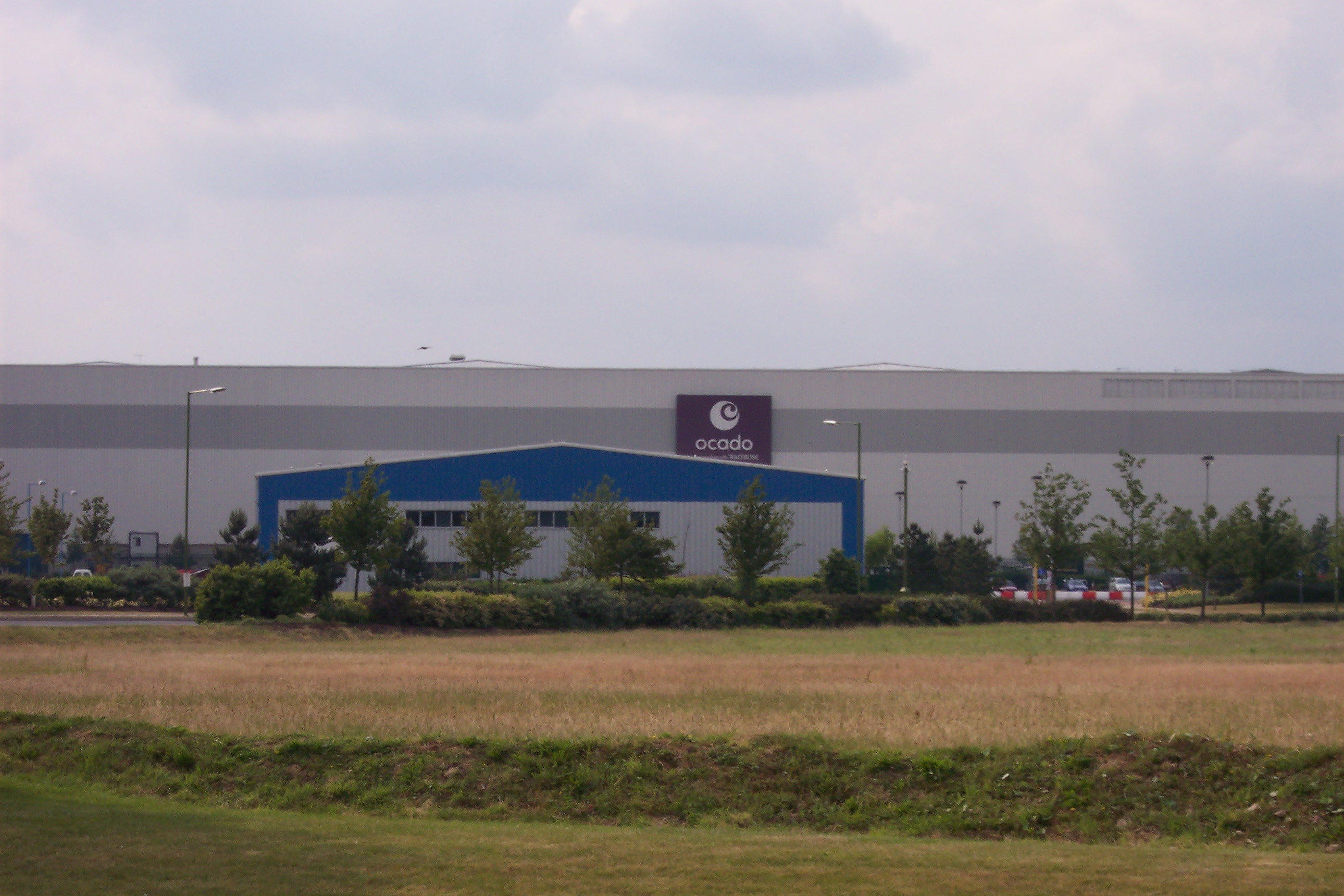
انبار اکادو در هاتفیلد

محصولات اکادو شامل مواد غذایی برند سوپرمارکت‌های زنجیره‌ای موریسونس، همچنین برند خود اکادو است، و یک سری از مواد غذایی شامل برندهای خاص و بقیه موارد شامل گل‌ها، اسباب بازی و مجله‌هاست. تعدادی از محصولات کارفور هم از طریق اکادو فروخته می‌شود.

## تحویل آنلاین موریسونس
از ژانویه ۲۰۱۴، اکادو مواد غذایی آنلاین را برای یکی از رقبای اصلیش سوپرمارکت‌های موریسونس ارسال می‌کند، با استفاده از شبکه انبارهای سراسر کشور اکادو برای ارسال مواد غذایی موریسونس به خریدارهای آنلاین. سفارش‌های مشتری وب سایت مواد غذایی Morrison.com از (Ocado’s Dordon Customer Fulfilment Centre (CFC در Midland با تحویل به مشتری از طریق ناوگان تحویل موریسونس انجام می‌شود. موریسونس سرمایه اولیه به مبلغ ۱۷۰ میلیون پوند را برای به دست آوردن Dordon و تجهیزات دستی مکانیکی همراه، همچنین یک مجوز و هزینه ادغام به اکادو پرداخت کرد. ۴۶ میلیون پوند بیشتر، برای توسعه Dordon به منظور جابجایی رتبه موریسونس، ادغام با سیستم‌های موریسونس و ایجاد یک شبکه از اسپیکر تحویل سرمایه‌گذاری شده بود. موریسونس هزینه‌های خدمات و کمک به توسعه و تحقیق را، سالیانه پرداخت می‌کند.

## نام‌گذاری
طبق گفتهٔ جز فرامپتن، مدیرعامل Interbrand و مدیر غیر اجرایی اکادو، نام 'Ocado' کلمه‌ای ساخته شده به دنبال ایجاد میوه‌ای تازه است.